# 新潟記念
新潟記念（にいがたきねん）は、日本中央競馬会（JRA） が新潟競馬場の芝外回り2000mで施行する中央競馬の重賞競走（GIII）である。農林水産省が賞を提供しており、正式名称は「農林水産省賞典 新潟記念」と表記している。
正賞は農林水産大臣賞、新潟馬主協会会長賞。

## 概要
新潟競馬場が現在地に移転し、日本中央競馬会主催の新潟競馬が再開された1965年に4歳（現3歳）以上の競走馬によるハンデキャップの重賞として創設された。新潟競馬場で行われる重賞競走では最も歴史が古く、秋の中長距離戦線へ向けた前哨戦にも位置付けられている。
1984年のグレード制導入に伴いGIIIに格付け。1995年より外国産馬が、1998年からは地方競馬所属馬がそれぞれ出走可能になった。さらに2006年からは外国馬も出走が可能になったほか、翌2007年より国際格付けを取得している。2025年からは負担重量をグレード別定に変更されることになった。
施行距離は当初右回り芝2000m（内回り）だったが、1974年から1999年までは右回り芝2000m（外回り）で施行。その後コースが全面改修され、2001年より左回り芝2000m（外回り）となっている。
2006年より、夏季競馬を盛り上げるために設けられたサマー2000シリーズに組み込まれた。本競走の優勝馬からは、ユメノシルシ（2007年）・ホッコーパドゥシャ（2009年）・ナリタクリスタル（2010年）・トランスワープ（2012年）・マーティンボロ（2014年）・タツゴウゲキ（2017年）・ブラヴァス（2020年）がシリーズチャンピオンに輝いている。

## 競走条件・賞金
出走資格（2025年）
サラ系3歳以上の競走馬
- JRA所属馬
- 地方競馬所属馬（2頭まで）
- 外国馬

負担重量：別定
- 3歳54kg、4歳以上57kg、牝馬2kg減
- 2024年8月23日以降 GI競走（牝馬限定競走を除く）1着馬3kg増、牝馬限定GI競走またはGII競走（牝馬限定競走を除く）1着馬2kg増、牝馬限定GII競走またはGIII競走（牝馬限定競走を除く）1着馬1kg増（ただし、2歳時の成績を除く）。
- 2024年8月22日以前 GI競走（牝馬限定競走を除く）1着馬2kg増、牝馬限定GI競走またはGII競走（牝馬限定競走を除く）1着馬1kg増（ただし、2歳時の成績を除く）。

### 賞金
2025年の1着賞金は4300万円で、以下2着1700万円、3着1100万円、4着650万円、5着430万円。

## 歴史
- 1965年 - 4歳（現3歳）以上の競走馬によるハンデキャップの重賞競走として創設、新潟競馬場・芝2000mで施行。
- 1966年 - 名称を農林省賞典 新潟記念に変更。
- 1978年 - 名称を農林水産省賞典 新潟記念に変更。
- 1984年 - グレード制導入によりGIIIに格付け。
- 1995年 - 混合競走に指定。
- 1998年 - 特別指定交流競走に指定され、地方所属馬は2頭まで出走可能となる[7]。
- 2001年
  - 馬齢表示の国際基準への変更に伴い、出走条件を「4歳以上」から「3歳以上」に変更。
  - 新コース完成に伴い、左・外回りコースに変更される。
- 2004年 - 「日本中央競馬会創立50周年記念」の副称を付けて施行。
- 2006年
  - 混合競走から国際競走に変更され、外国調教馬は5頭まで出走可能となる。
  - サマー2000シリーズの最終戦に組み込まれる。
- 2007年
  - 日本のパートI国昇格に伴い、外国調教馬の出走枠が9頭に拡大。
  - 馬インフルエンザの影響により、中央競馬所属馬のみで施行。また札幌記念が延期されたため、サマー2000シリーズ第4戦として施行。
- 2012年 
  - JRA2連福対象競走に指定。
  - 「近代競馬150周年記念」の副称を付けて施行。
- 2014年 - 「JRA60周年記念」の副称を付けて施行。
- 2020年 - 新型コロナウイルスの感染拡大防止のため、「無観客競馬」として実施[8]。
- 2025年 - 負担重量をグレード別定に変更予定。

### 歴代優勝馬
優勝馬の馬齢は、2000年以前も現行表記に揃えている。
コース種別を表記していない距離は、芝コースを表す。
| 回数   | 施行日         | 競馬場 | 距離  | 優勝馬             | 性齢 | タイム | 優勝騎手       | 管理調教師 | 馬主                                 |
| ------ | -------------- | ------ | ----- | ------------------ | ---- | ------ | -------------- | ---------- | ------------------------------------ |
| 第1回  | 1965年8月1日   | 新潟   | 2000m | ウメノチカラ       | 牡4  | 2:05.7 | 津田昭         | 古賀嘉蔵   | 梅野昇                               |
| 第2回  | 1966年10月23日 | 新潟   | 2000m | シユツロスベルガー | 牡4  | 2:04.0 | 嶋田功         | 見上恒芳   | 樋口一成                             |
| 第3回  | 1967年7月2日   | 新潟   | 2000m | マルフブキ         | 牡4  | 2:03.3 | 吉永正人       | 二本柳俊夫 | 西内由夫                             |
| 第4回  | 1968年11月10日 | 新潟   | 2000m | ハクセンショウ     | 牡4  | 2:02.8 | 増沢末夫       | 尾形藤吉   | 柏誠四郎                             |
| 第5回  | 1969年8月17日  | 新潟   | 2000m | アマノガワ         | 牡4  | 2:03.2 | 嶋田功         | 稲葉幸夫   | 那須野牧場                           |
| 第6回  | 1970年11月1日  | 新潟   | 2000m | スイジン           | 牡5  | 2:02.1 | 町田精生       | 田中和夫   | 渡辺君江                             |
| 第7回  | 1971年8月15日  | 新潟   | 2000m | トキノシンオー     | 牡4  | 2:02.3 | 小島太         | 高木良三   | 小松金太郎                           |
| 第8回  | 1972年9月17日  | 新潟   | 2000m | パッシングゴール   | 牡6  | 2:02.6 | 新田幸春       | 大久保石松 | 山本慎一                             |
| 第9回  | 1973年11月18日 | 新潟   | 2000m | ヤマテスコ         | 牝3  | 2:06.5 | 蛯沢誠治       | 成宮明光   | 山本亮一                             |
| 第10回 | 1974年8月25日  | 新潟   | 2000m | ナスノチグサ       | 牝4  | 2:01.7 | 嶋田功         | 稲葉幸夫   | 那須野牧場                           |
| 第11回 | 1975年8月24日  | 新潟   | 2000m | ハセマサル         | 牝4  | 2:02.0 | 安田富男       | 佐藤勝美   | 長南鶴雄                             |
| 第12回 | 1976年8月29日  | 新潟   | 2000m | タケデンジャガー   | 牡4  | 2:03.0 | 嶋田潤         | 稲葉秀男   | 武市伝一                             |
| 第13回 | 1977年8月28日  | 新潟   | 2000m | ミトモオー         | 牝6  | 2:02.7 | 安田富男       | 鴨田次男   | 福永真                               |
| 第14回 | 1978年8月27日  | 新潟   | 2000m | ラッキーウエスト   | 牡4  | 2:02.0 | 森安重勝       | 尾形藤吉   | 西美（株）                           |
| 第15回 | 1979年8月26日  | 新潟   | 2000m | ホオカノ           | 牡4  | 2:03.6 | 嶋田潤         | 藤本冨良   | 滝谷守                               |
| 第16回 | 1980年8月24日  | 新潟   | 2000m | ナカミサファイヤ   | 牝4  | 2:02.0 | 小林常泰       | 八木沢勝美 | 中村美俊                             |
| 第17回 | 1981年8月23日  | 新潟   | 2000m | ハセシノブ         | 牝4  | 2:01.9 | 岡部幸雄       | 畠山重則   | 長南鶴雄                             |
| 第18回 | 1982年8月29日  | 新潟   | 2000m | メイジタイガー     | 牡5  | 2:02.3 | 菅原泰夫       | 本郷一彦   | （資）明治牧場                       |
| 第19回 | 1983年8月28日  | 新潟   | 2000m | アップセッター     | 牡3  | 2:01.1 | 岡部幸雄       | 田中和夫   | ホースマン                           |
| 第20回 | 1984年8月26日  | 新潟   | 2000m | ダイナマイン       | 牝4  | 2:01.7 | 柴崎勇         | 矢野進     | （有）社台レースホース               |
| 第21回 | 1985年8月25日  | 新潟   | 2000m | ロシアンブルー     | 牡6  | 2:01.1 | 蛯沢誠治       | 畠山重則   | 栗林英雄                             |
| 第22回 | 1986年8月24日  | 新潟   | 2000m | ブラックスキー     | 牡4  | 2:01.3 | 嶋田功         | 矢野照正   | 笹原貞生                             |
| 第23回 | 1987年8月30日  | 新潟   | 2000m | ダイナフェアリー   | 牝4  | 2:01.9 | 増沢末夫       | 鈴木康弘   | （有）社台レースホース               |
| 第24回 | 1988年8月28日  | 新潟   | 2000m | ダイナオレンジ     | 牝5  | 1:59.7 | 増沢末夫       | 鈴木康弘   | （有）社台レースホース               |
| 第25回 | 1989年8月27日  | 新潟   | 2000m | ハーディゴッド     | 牡6  | 2:01.6 | 大崎昭一       | 佐藤林次郎 | 河内石太郎                           |
| 第26回 | 1990年8月26日  | 新潟   | 2000m | サファリオリーブ   | 牝6  | 2:00.9 | 江田照男       | 田子冬樹   | 熊久保勅夫                           |
| 第27回 | 1991年8月25日  | 新潟   | 2000m | センゴクヒスイ     | 牝5  | 2:00.2 | 田中勝春       | 久保田敏夫 | 入倉章                               |
| 第28回 | 1992年8月30日  | 新潟   | 2000m | タニノボレロ       | 牡4  | 2:01.0 | 小島貞博       | 戸山為夫   | 谷水雄三                             |
| 第29回 | 1993年8月29日  | 新潟   | 2000m | ブラウンビートル   | 牡6  | 2:02.3 | 柴田善臣       | 野平好男   | （有）社台レースホース               |
| 第30回 | 1994年8月28日  | 新潟   | 2000m | インターシュプール | 騸5  | 1:59.3 | 蛯名正義       | 森秀行     | 松岡正雄                             |
| 第31回 | 1995年8月27日  | 新潟   | 2000m | アイリッシュダンス | 牝5  | 2:00.7 | 柴田善臣       | 栗田博憲   | 吉田照哉                             |
| 第32回 | 1996年8月25日  | 中山   | 2000m | トウカイタロー     | 牡6  | 2:02.1 | 田原成貴       | 松元省一   | 内村正則                             |
| 第33回 | 1997年8月24日  | 新潟   | 2000m | パルブライト       | 牝5  | 1:59.7 | 木幡初広       | 杉浦宏昭   | 木浪巖                               |
| 第34回 | 1998年8月30日  | 新潟   | 2000m | オフサイドトラップ | 牡7  | 2:00.6 | 蛯名正義       | 加藤修甫   | 渡邊隆                               |
| 第35回 | 1999年8月29日  | 新潟   | 2000m | ブリリアントロード | 牡4  | 1:59.8 | 山田和広       | 坪正直     | 大澤毅                               |
| 第36回 | 2000年8月27日  | 中山   | 2000m | ダイワテキサス     | 牡7  | 2:00.2 | 北村宏司       | 増沢末夫   | 大和商事（株）                       |
| 第37回 | 2001年8月26日  | 新潟   | 2000m | サンプレイス       | 牡6  | 1:57.0 | 熊沢重文       | 池江泰郎   | （有）社台レースホース               |
| 第38回 | 2002年8月25日  | 新潟   | 2000m | トーワトレジャー   | 牝5  | 1:58.0 | 田中勝春       | 橋田満     | 齋藤すゞ                             |
| 第39回 | 2003年8月31日  | 新潟   | 2000m | ダービーレグノ     | 牡5  | 1:58.7 | 幸英明         | 高橋成忠   | （株）ダービー社                     |
| 第40回 | 2004年8月29日  | 新潟   | 2000m | スーパージーン     | 牡6  | 1:57.7 | 中舘英二       | 坂口正則   | 架谷重子                             |
| 第41回 | 2005年8月28日  | 新潟   | 2000m | ヤマニンアラバスタ | 牝4  | 2:00.1 | 江田照男       | 星野忍     | 土井肇                               |
| 第42回 | 2006年8月27日  | 新潟   | 2000m | トップガンジョー   | 牡4  | 1:57.2 | 後藤浩輝       | 和田正道   | 河内孝夫                             |
| 第43回 | 2007年8月26日  | 新潟   | 2000m | ユメノシルシ       | 牡5  | 1:57.8 | 吉田豊         | 大久保洋吉 | 吉田照哉                             |
| 第44回 | 2008年8月31日  | 新潟   | 2000m | アルコセニョーラ   | 牝4  | 1:57.5 | 武士沢友治     | 畠山重則   | 中村政勝                             |
| 第45回 | 2009年8月30日  | 新潟   | 2000m | ホッコーパドゥシャ | 牡7  | 1:59.6 | 江田照男       | 村山明     | 矢部幸一                             |
| 第46回 | 2010年8月29日  | 新潟   | 2000m | ナリタクリスタル   | 牡4  | 1:58.4 | 幸英明         | 木原一良   | （株）オースミ                       |
| 第47回 | 2011年8月28日  | 新潟   | 2000m | ナリタクリスタル   | 牡5  | 1:59.1 | 武豊           | 木原一良   | （株）オースミ                       |
| 第48回 | 2012年9月2日   | 新潟   | 2000m | トランスワープ     | 騸7  | 1:57.6 | 大野拓弥       | 萩原清     | （有）キャロットファーム             |
| 第49回 | 2013年9月1日   | 新潟   | 2000m | コスモネモシン     | 牝6  | 1:58.9 | 松岡正海       | 清水英克   | （有）ビッグレッドファーム           |
| 第50回 | 2014年9月7日   | 新潟   | 2000m | マーティンボロ     | 牡5  | 1:58.3 | N.ローウィラー | 友道康夫   | 吉田和美                             |
| 第51回 | 2015年9月6日   | 新潟   | 2000m | パッションダンス   | 牡7  | 1:58.2 | M.デムーロ     | 友道康夫   | 金子真人ホールディングス（株）       |
| 第52回 | 2016年9月4日   | 新潟   | 2000m | アデイインザライフ | 牡5  | 1:57.5 | 横山典弘       | 萩原清     | 池谷誠一                             |
| 第53回 | 2017年9月3日   | 新潟   | 2000m | タツゴウゲキ       | 牡5  | 1:57.9 | 秋山真一郎     | 鮫島一歩   | 鈴木高幸                             |
| 第54回 | 2018年9月2日   | 新潟   | 2000m | ブラストワンピース | 牡3  | 1:57.5 | 池添謙一       | 大竹正博   | （有）シルクレーシング               |
| 第55回 | 2019年9月1日   | 新潟   | 2000m | ユーキャンスマイル | 牡4  | 1:57.5 | 岩田康誠       | 友道康夫   | 金子真人ホールディングス（株）       |
| 第56回 | 2020年9月6日   | 新潟   | 2000m | ブラヴァス         | 牡4  | 1:59.9 | 福永祐一       | 友道康夫   | 佐々木主浩                           |
| 第57回 | 2021年9月5日   | 新潟   | 2000m | マイネルファンロン | 牡6  | 1:58.4 | M.デムーロ     | 手塚貴久   | （株）サラブレッドクラブ・ラフィアン |
| 第58回 | 2022年9月4日   | 新潟   | 2000m | カラテ             | 牡6  | 1:58.9 | 菅原明良       | 辻野泰之   | 小田切光                             |
| 第59回 | 2023年9月3日   | 新潟   | 2000m | ノッキングポイント | 牡3  | 1:59.0 | 北村宏司       | 木村哲也   | （有）サンデーレーシング             |
| 第60回 | 2024年9月1日   | 新潟   | 2000m | シンリョクカ       | 牝4  | 1:58.0 | 木幡初也       | 竹内正洋   | 由井健太郎                           |

## 同名の競走
2001年まで新潟県競馬において同名の重賞競走が行われていた。

#### 各回競走結果の出典
- 『中央競馬全重賞成績集【古馬関東編】』第1回 - 第41回
- JRA年度別全成績
  - （2024年）“第3回 新潟競馬 第4日” (PDF).   日本中央競馬会. p. 6. 2025年8月16日閲覧。（索引番号：22094）
  - （2023年）“第3回 新潟競馬 第8日” (PDF).   日本中央競馬会. p. 6. 2023年9月10日閲覧。（索引番号：22095）
  - （2022年）“第3回 新潟競馬 第8日” (PDF).   日本中央競馬会. p. 6. 2022年9月18日閲覧。（索引番号：22095）
  - （2021年）“第4回 新潟競馬 第8日” (PDF).   日本中央競馬会. p. 6. 2021年9月16日閲覧。（索引番号：22095）
  - （2020年）“第3回 新潟競馬 第8日” (PDF).   日本中央競馬会. p. 6. 2021年8月9日閲覧。（索引番号：22095）
  - （2019年）“第2回 新潟競馬 第12日” (PDF).   日本中央競馬会. p. 6. 2020年9月6日閲覧。（索引番号：21143）
  - （2018年）“第2回 新潟競馬 第12日” (PDF).   日本中央競馬会. p. 6. 2020年9月6日閲覧。（索引番号：21143）
  - （2017年）“第2回 新潟競馬 第12日” (PDF).   日本中央競馬会. p. 6. 2017年9月4日閲覧。（索引番号：21143）
  - （2016年）“第2回 新潟競馬 第12日” (PDF).   日本中央競馬会. p. 6. 2016年9月5日閲覧。（索引番号：21143）
  - （2015年）“第2回 新潟競馬 第12日” (PDF).   日本中央競馬会. p. 6. 2015年9月7日閲覧。（索引番号：21143）
  - （2014年）“第2回 新潟競馬 第12日” (PDF).   日本中央競馬会. p. 6. 2015年9月3日閲覧。（索引番号：22143）
  - （2013年）“第2回 新潟競馬 第12日” (PDF).   日本中央競馬会. p. 6. 2015年9月3日閲覧。（索引番号：21143）
  - （2012年）“第3回 新潟競馬 第8日” (PDF).   日本中央競馬会. p. 6. 2015年9月3日閲覧。（索引番号：23095）
  - （2011年）“第4回 新潟競馬 第6日” (PDF).   日本中央競馬会. p. 6. 2015年9月3日閲覧。（索引番号：24071）
  - （2010年）“第3回 新潟競馬 第6日” (PDF).   日本中央競馬会. p. 11. 2015年9月3日閲覧。（索引番号：22071）
  - （2009年）“第3回 新潟競馬 第6日” (PDF).   日本中央競馬会. p. 11. 2015年9月3日閲覧。（索引番号：23071）
  - （2008年）“第3回 新潟競馬 第6日” (PDF).   日本中央競馬会. p. 11. 2015年9月3日閲覧。（索引番号：22071）
  - （2007年）“第3回 新潟競馬 第6日” (PDF).   日本中央競馬会. p. 11. 2015年9月3日閲覧。（索引番号：22047）
  - （2006年）“第3回 新潟競馬 第6日” (PDF).   日本中央競馬会. p. 11. 2015年9月3日閲覧。（索引番号：22071）
  - （2005年）“第3回 新潟競馬成績集計表” (PDF).   日本中央競馬会. pp. 2489-2490. 2015年9月3日閲覧。（索引番号：22071）
  - （2004年）“第3回 新潟競馬成績集計表” (PDF).   日本中央競馬会. pp. 2493-2494. 2015年9月3日閲覧。（索引番号：22071）
  - （2003年）“第3回 新潟競馬成績集計表” (PDF).   日本中央競馬会. pp. 2479-2480. 2015年9月3日閲覧。（索引番号：22071）
  - （2002年）“第3回 新潟競馬成績集計表” (PDF).   日本中央競馬会. pp. 2329-2330. 2015年9月3日閲覧。（索引番号：21071）
- netkeiba.comより（最終閲覧日：2015年9月7日）
  - 1996年、1997年、1998年、1999年、2000年
  - 2001年、2002年、2003年、2004年、2005年、2006年、2007年、2008年、2009年、2010年
  - 2011年、2012年、2013年、2014年、2015年